# 七頭
七頭（日语：／ Shichitō）是在室町時代，與管領家一同參與幕政的7個家系的統稱。包括一色氏、山名氏、土岐氏、赤松氏、京極氏、伊勢氏、上杉氏。

## 概要
根據『南方紀傳』，應永2年（1395年），室町幕府第3代將軍足利義滿仿效公家的五攝家和七清華家，定立武家的三職和七頭。三職和七頭一同參與幕政。其中一色氏、山名氏、赤松氏、京極氏合稱為四職，再加上土岐氏就任京都奉行（侍所所司）；伊勢氏就任奏者（政所執事）；上杉氏就任關東執事（關東管領）。

## 家格、出身
- 一色氏—侍所所司。四職之一。清和源氏流河內源氏足利氏一門。

- 山名氏—侍所所司。四職之一。清和源氏流河內源氏新田氏一門。

- 土岐氏—侍所所司。清和源氏流攝津源氏（日语：摂津源氏）（美濃源氏）土岐氏一門。

- 赤松氏—侍所所司。四職之一。村上源氏。

- 京極氏—侍所所司。四職之一。宇多源氏（日语：宇多源氏）流近江源氏（日语：近江源氏）佐佐木氏一門。

- 伊勢氏（日语：伊勢氏）—政所執事。桓武平氏流伊勢平氏。

- 上杉氏—關東管領。藤原氏流藤原北家勸修寺流（日语：勧修寺流）。